# Tamara Steiner
Tamara Steiner (* 25. Mai 1997 in Schladming) ist eine österreichische Biathletin.

## Leben und Herkunft
Tamara Steiner stammt aus Ramsau am Dachstein und startet für den dortigen WSV Ramsau am Dachstein.

## Karriere
Einen ersten Höhepunkt in ihrer Karriere feierte Tamara Steiner, als sie beim Europäischen Olympischen Winter-Jugendfestival in Bürserberg die Silbermedaille im Sprint gewann. Ihre ersten internationalen Rennen bestritt sie bei den Biathlon-Juniorenweltmeisterschaften 2015. Bereits im folgenden Winter bestritt sie erste Rennen im IBU-Cup. Zudem nahm sie an mehreren Junioreneuropa- und Weltmeisterschaften sowie einigen Rennen im IBU-Junior-Cup teil. Bei den Junioreneuropameisterschaften 2018 in Slowenien gewann sie Gold im Einzelrennen. Im Januar 2020 hatte Steiner ihren ersten Einsatz im Biathlon-Weltcup in Oberhof. Mit einem 71. Platz im Sprint verfehlte sie sowohl die Punkteränge als auch die Qualifikation für das Verfolgungsrennen. Im Staffelrennen schickte Christina Rieder sie auf Rang vier liegend als Schlussläuferin ins Rennen. Nach einer Strafrunde und mehreren Schießfehlern verlor Steiner viel Zeit auf viele wesentlich erfahrenere Athletinnen und belegte mit Katharina Innerhofer, Dunja Zdouc und Christina Rieder den elften Rang. In der Saison 2020/21 gewann sie ihr erstes Rennen im IBU-Cup und erreichte damit auch ihre erste Podiumsplatzierung.
Beim Weltcup 2022 in Annecy-Le Grand Bornand (FRA) erreichte sie, nach Platz 46 im Sprint, mit Platz 31 im Verfolgungsrennen erstmals die Punkteränge. Erfolgreich verlief dann auch der Start ins Jahr 2023. Im ersten Weltcupsprint des Jahres auf der Pokljuka (SLO) konnte Tamara Steiner sich im Sprint den 28. Platz sichern. Im anschließenden Verfolgungsrennen konnte sie mit Platz 31 weitere Punkte sammeln und erreichte erstmals die Top 50 im Gesamtweltcup. Als Schlussläuferin brachte sie abschließend die Mixedstaffel in Slowenien auf Platz 9 ins Ziel.

## Statistik

### Platzierungen im Biathlon-Weltcup
Die Tabelle zeigt alle Platzierungen (je nach Austragungsjahr einschließlich Olympische Spiele und Weltmeisterschaften).
- 1.–3. Platz: Anzahl der Podiumsplatzierungen
- Top 10: Anzahl der Platzierungen unter den ersten zehn (einschließlich Podium)
- Punkteränge: Anzahl der Platzierungen innerhalb der Punkteränge (einschließlich Podium und Top 10)
- Starts: Anzahl gelaufener Rennen in der jeweiligen Disziplin
- Staffel: inklusive Mixed- und Single-Mixed-Staffeln

| Platzierung            | Einzel | Sprint | Verfolgung | Massenstart | Staffel | Gesamt |
| ---------------------- | ------ | ------ | ---------- | ----------- | ------- | ------ |
| 1. Platz               |        |        |            |             |         |        |
| 2. Platz               |        |        |            |             |         |        |
| 3. Platz               |        |        |            |             |         |        |
| Top 10                 |        |        |            |             |         |        |
| Punkteränge            | 1      | 1      | 2          |             | 1       | 5      |
| Starts                 | 1      | 4      | 2          |             | 2       | 9      |
| Stand: 12. Januar 2023 |        |        |            |             |         |        |